# عمران محمد (لاعب كرة قدم مالديفي)
عمران محمد مواليد 18 ديسمبر 1980 في المالديف، هو لاعب كرة قدم مالديفي سابق كان يلعب كحارس مرمى مع نادي نيو راديانت.

## المسيرة الاحترافية

### أندية لعب لها
- نادي فيكتوري
- نادي في بي
- نادي نيو راديانت

## المهنية الدولية
وهو أيضا عضو في منتخب جزر المالديف الوطني. تقاعد من المنتخب الوطني في 12 أكتوبر 2016 بعد أن كان حارس المرمى الأول للمنتخب الوطني لمدة 17 عاما.

### بطولة اتحاد جنوب آسيا لكرة القدم
في عام 2008 فاز منتخب جزر المالديف الوطني في بطولة اتحاد جنوب آسيا لكرة القدم للمرة الأولى. قدم عمران بعض التمريرات الرائعة في النهائي ونصف النهائي. العديد من المدربين السريلانكيين الذين سبق أن دربوا في جزر المالديف يعتبرون هدفه الرائع هو السبب وراء فرحة المالديف بأكملها عندما فاز الفريق بالبطولة.

## روابط خارجية
- عمران محمد على موقع قاعدة بيانات كرة القدم.إي يو (الإنجليزية)
- عمران محمد على موقع ناشيونال فوتبول تيمز (الإنجليزية)